# Réaction de Markó-Lam
Réaction de Markó-Lam porte le nom des chimistes qui l'ont découverte : Istvan Markó et Kevin Lam. Cette réaction est une réaction de chimie organique où un groupement hydroxyle d'un composé organique est remplacé par un atome d'hydrogène menant à la formation de l'alcane correspondant,. La désoxygénation de la réaction de Markó-Lam est une modification de la réaction de Bouveault-Blanc et une alternative à la désoxygénation de Barton-McCombie.
Les principaux points positifs de la réaction sont :
- Un temps de réaction extrêmement court : de 5 secondes à 5 minutes.
- L'utilisation d'un dérivé stable : un toluate.
- L'utilisation du système SmI2/HMPA ou de l'électrolyse en lieu et place de l'hydrure de tributylétain, toxique et souvent difficile à éliminer en fin de réaction.

## Mécanisme
Le groupement hydroxyle est, dans un premier temps, estérifié en toluate menant à un composé stable et souvent cristallin. L'ester aromatique est ensuite soumis à des conditions de réduction monoélectronique, par l'utilisation du système SmI2/HMPA ou par électrolyse, de sorte à former un radical-anion qui se décompose ensuite en carboxylate et en radical de la partie alkyle.

Ce radical peut être utilisé, par la suite, dans d'autres réactions radicalaire ou piéger un atome d'hydrogène pour former le produit de désoxygénation.

## Variations
En présence de méthanol ou d'isopropanol, la réduction mène à la déprotection chémosélective de l'ester aromatique.
Quand un mélange de cétone et de toluate allylique est soumis à un mélange SmI2/HMPA, le produit de couplage est obtenu.

## Exemple de la littérature
La réaction de Markó-Lam a été utilisée comme dernière étape de la synthèse totale du Trifariénol B :